# Knock (Oost-Friesland)

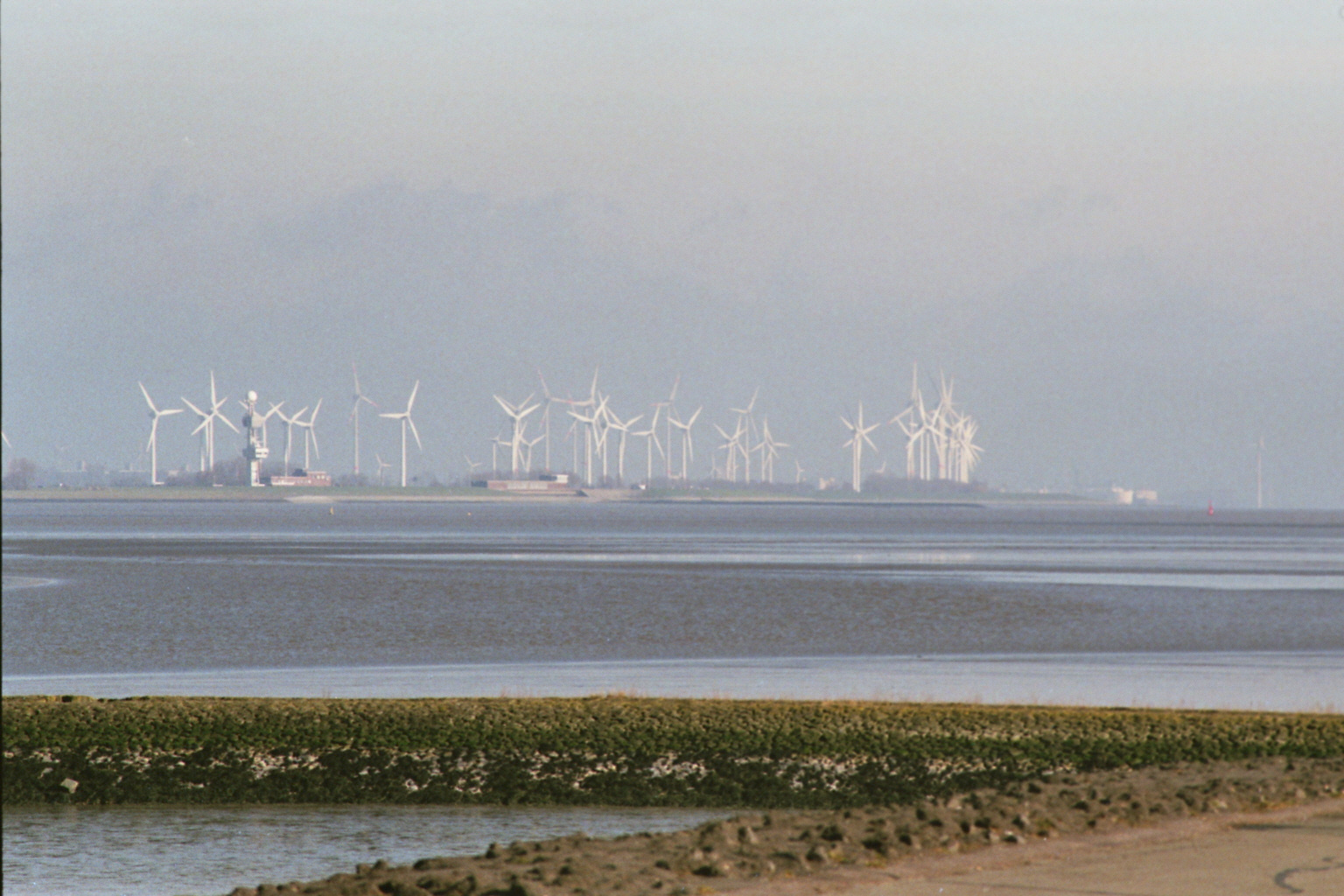
De Knock gezien vanaf Delfzijl

De Knock is een uitstekende punt (knik) in de zeedijk 15 km ten westen van Emden in de Duitse streek Oost-Friesland.
Op deze plek aan het einde van het Knockster Tief bevindt zich het boezemgemaal Siel und Schöpfwerk Knock. De plek is genoemd naar het in zee verdwenen dorp Knock dat rond 1600 bij een stormvloed is verdronken. In dit dorp bevond zich een zijl en een veer naar het Nederlandse Oterdum, als verbinding tussen de Stadsweg en de Conrebbersweg en als onderdeel van de route van de stad Groningen naar Emden en Aurich.